# Гранитная чаша в Люстгартене

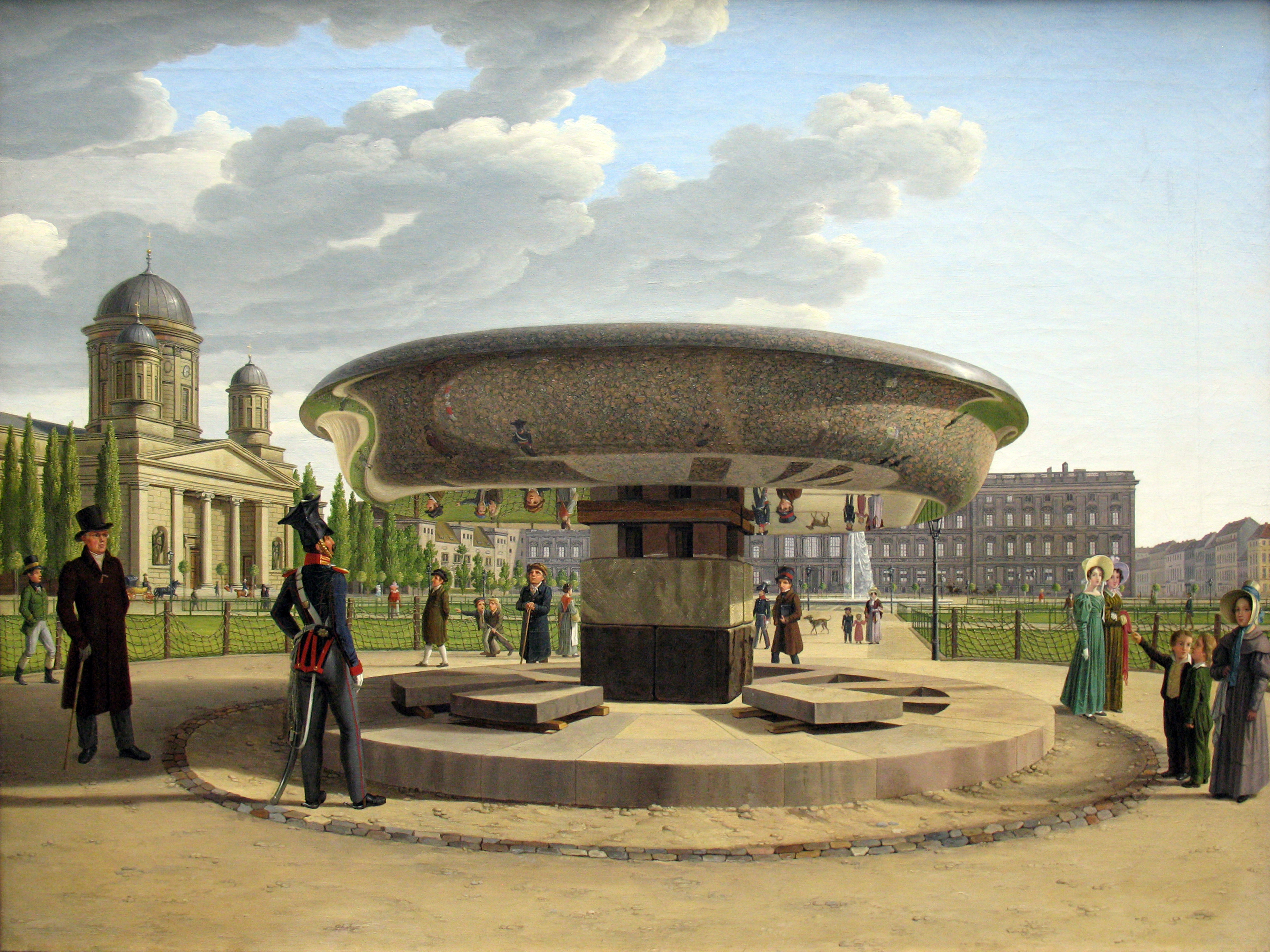
И. Э. Хуммель. Гранитная чаша в Люстгартене. 1831. Старая национальная галерея, Берлин

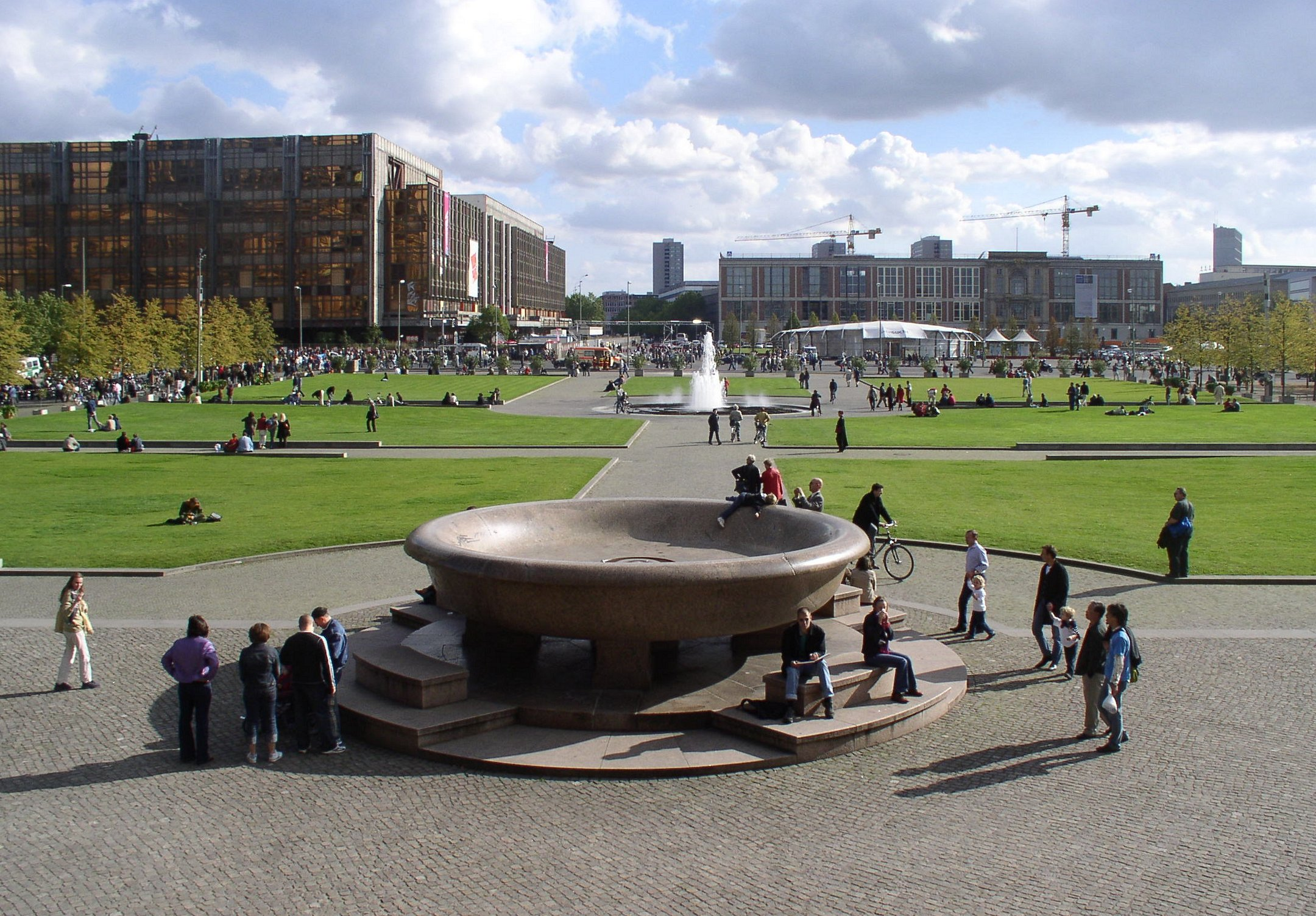
Гранитная чаша в 2004 году

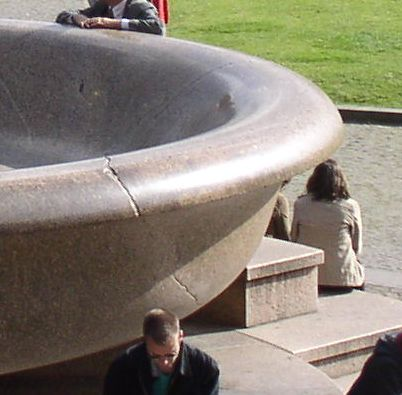
Шов на месте раскола чаши в 1981 году

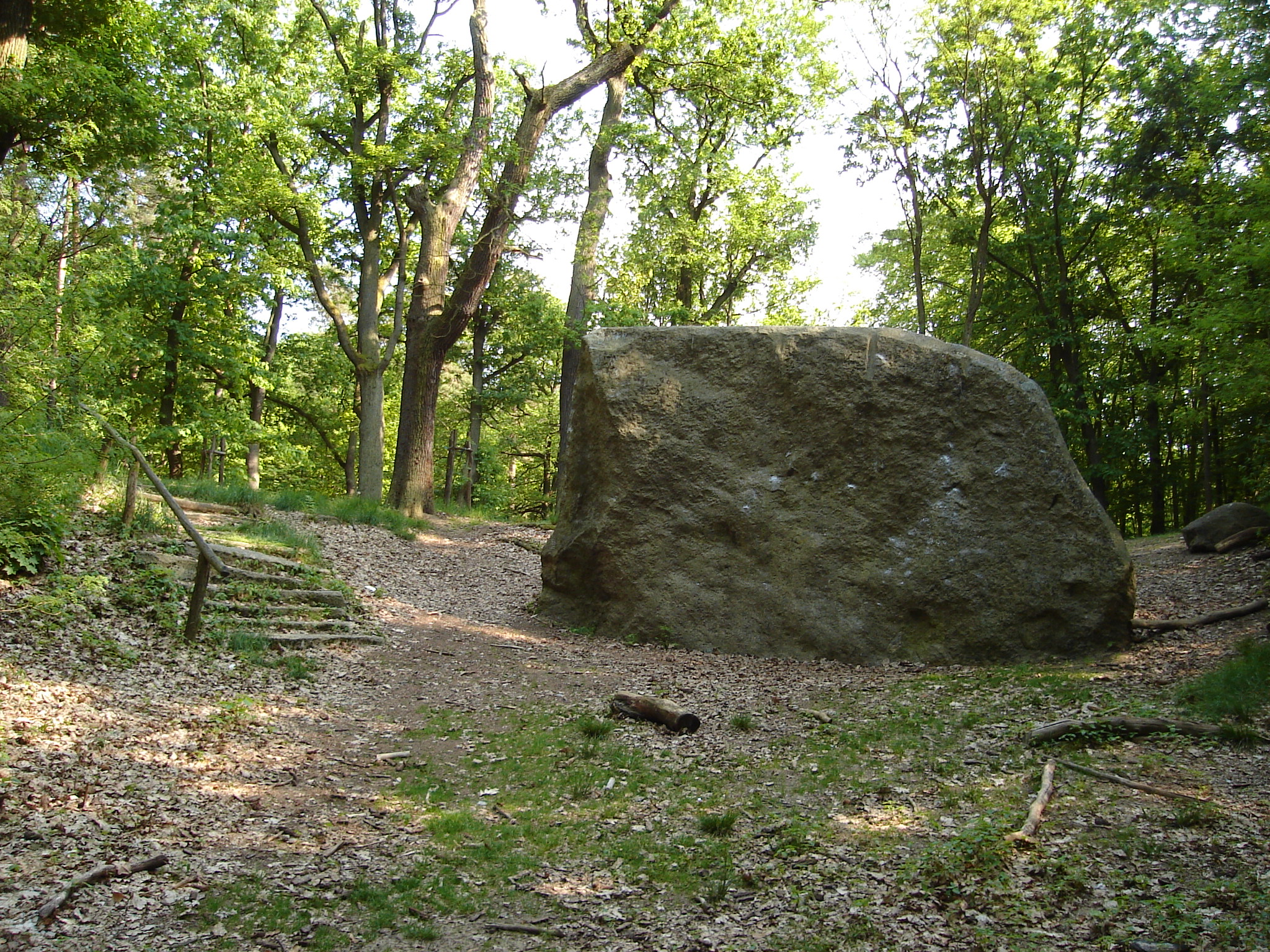
Остатки Большого Маркграфского камня в Рауэнских горах

Гранитная чаша в Люстгартене (иногда ваза, нем. Granitschale im Lustgarten) — одна из достопримечательностей германской столицы. Произведение, известное как одно из чудес света эпохи бидермайера, стало признанным шедевром технической мысли своего времени. Чаша из гранита диаметром 6,91 м и весом почти в 75 тонн установлена под открытым небом в берлинском Люстгартене перед входом в Старый музей в 1831 году и является самой крупной чашей, изготовленной из цельного камня. Находится в собственности Немецкого исторического музея. У берлинцев гранитная чаша получила прозвище «Суповая миска».
В 1826 году на Академической выставке в Берлине строительный инспектор и мастер по камню Кристиан Готлиб Кантиан продемонстрировал образцы выполненных им круглых чаш из гранита: одну гранитную чашу диаметром в 6 футов (1,83 м) и ещё две чаши поменьше. Английский посланник Уильям Кавендиш высоко оценил экспонаты и заказал каменную чашу для себя. Узнав об этом заказе, король Пруссии Фридрих Вильгельм III поручил Кантиану изготовить гранитную чашу лучше, чем для британца, чтобы «величайшее произведение искусства осталось в стране». Кантиан пообещал королю изготовить чашу диаметром в 17 футов (5,34 м), которая превзойдёт порфировую чашу в зале «Ротонда» в Ватикане. Под этот заказ Кантиан присмотрел Большой Маркграфский камень в Рауэнских горах на юго-востоке Бранденбурга, весивший ориентировочно 700—750 тонн. Согласно экспертным заключениям этот красный гранит насчитывал 1420 млн лет и переместился в Рауэн из Карлсхамна на юге Швеции во времена Заальского или Вислинского оледенений.
Заготовка под гранитную чашу была отсечена от более крупного из двух Маркграфских камней в сентябре 1827 года. После первого обследования камня Кантиан доложил королю о том, что из полученного куска можно было изготовить чашу ещё большего размера, в 22 фута (6,90 м), и король согласился. Первоначально гранитную чашу работы Кантиана предполагалось установить в ротонде возводимого Шинкелем Королевского музея, но теперь её было решено установить перед главным входом в музей.
Каменотёсные работы над заготовкой начались в Рауэнских горах в мае 1827 года, ежедневно трудились 20 рабочих. Обработанная на месте заготовка чаши, весившая уже 70—75 тонн, с помощью деревянных катушек была перемещена к Шпрее за шесть недель для транспортировки в Берлин по воде. Потребовалось 45 человек, чтобы перегрузить чашу на специально построенное для неё деревянное судно. Полировальные работы было решено произвести в Берлине во избежание царапин и повреждений во время длительной перевозки в столицу.
Чаша прибыла в Берлин 6 ноября 1828 года и была помещена рядом с намеченным местом установки у Старого музея в специально возведённое здание с паровой машиной мощностью в 10 лошадиных сил. Шлифовальные и полировальные работы с помощью паровой машины продолжались в течение двух с половиной лет. При шлифовании были обнаружены три трещины, которые могли возникнуть как по естественным причинам, так и при отсечении заготовки в Рауэнских горах. Старый музей открылся в 1830 году. Гранитная чаша на невысоком постаменте, позволявшем заглянуть в неё сверху, была установлена перед музеем в следующем году.
В годы Веймарской республики Люстгартен стал местом проведения многочисленных митингов и демонстраций. На гранитную чашу забирались зеваки, полированная поверхность чаши при этом получила повреждения. В 1934 году чашу, мешавшую нацистам маршировать, перенесли к северу от Берлинского кафедрального собора, а Люстгартен замостили. Во время Второй мировой войны чаша получила повреждения от попавших в неё гранат. После войны Люстгартен стал частью новой площади Маркса и Энгельса. В 1981 году по случаю 200-летнего юбилея Шинкеля гранитную чашу решили вернуть на её историческое место, но при транспортировке она раскололась. Чашу удалось собрать, но шов скрыть полностью не получилось. В ходе реставрации Люстгартена, проводившейся в 1997—1999 годах, пьедестал чаши из серого лужицкого гранита был заменён на красноватый гранит из Франции.